# Mikko Keskinarkaus
Mikko Keskinarkaus (ur. 29 czerwca 1979 w Rovaniemi) – fiński narciarz, specjalista kombinacji norweskiej, złoty medalista mistrzostw świata juniorów.

## Kariera
Po raz pierwszy na arenie międzynarodowej Mikko Keskinarkaus pojawił się w sezonie 1995/1996 Pucharu Świata B. Najlepsze wyniki w zawodach tego cyklu osiągnął w sezonie 1996/1997, który ukończył na 34. pozycji. Siedmiokrotnie stawał na podium, w tym 23 stycznia 2003 roku w Klingenthal zwyciężył w sprincie. W międzyczasie osiągnął swój największy sukces w kategorii juniorów, zdobywając wspólnie z kolegami złoty medal w zawodach drużynowych podczas mistrzostw świata juniorów w Sankt Moritz.
W Pucharze Świata zadebiutował 29 grudnia 1997 roku w Oberwiesenthal, gdzie zajął 33. miejsce w sprincie. W sezonie 1997/1998 pojawił się jeszcze kilkakrotnie, w tym 9 stycznia 1998 roku w Ramsau zdobył pierwsze pucharowe punkty zajmując 16. miejsce w zawodach metodą Gundersena. W klasyfikacji tego sezonu zajął 47. miejsce. Najlepsze wyniki w Pucharze Świata osiągnął w sezonie 2001/2002, kiedy zajął piętnaste miejsce w klasyfikacji generalnej. W swoim najlepszym starcie w zawodach tego cyklu zajął piąte miejsce 3 stycznia 2002 roku w Reit im Winkl oraz 13 stycznia 2002 roku w Ramsau. W całej swojej karierze nigdy nie stanął na podium indywidualnych zawodów Pucharu Świata.
W lutym 2002 roku brał udział w igrzyskach olimpijskich w Salt Lake City. Wystąpił w obu konkursach indywidualnych, w Gundersenie zajmując 28. miejsce, a w sprincie uplasował się na 23. pozycji. Była to jedyna duża impreza w jego karierze. W 2003 roku postanowił zakończyć karierę.

## Osiągnięcia

### Igrzyska olimpijskie
| Miejsce | Dzień     | Rok  | Miejscowość    | Konkurencja          | Wynik zwycięzcy | Strata  | Zwycięzca      |
| ------- | --------- | ---- | -------------- | -------------------- | --------------- | ------- | -------------- |
| 28.     | 9 lutego  | 2002 | Salt Lake City | Gundersen K-90/15 km | 39:11,7         | +5:27,2 | Samppa Lajunen |
| 23.     | 21 lutego | 2002 | Salt Lake City | Sprint K-120/7,5 km  | 16:40,1         | +1:51,3 | Samppa Lajunen |

### Mistrzostwa świata juniorów
| Miejsce | Dzień       | Rok  | Miejscowość  | Konkurencja          | Wynik zwycięzcy | Strata | Zwycięzca |
| ------- | ----------- | ---- | ------------ | -------------------- | --------------- | ------ | --------- |
| 1.      | 23 stycznia | 1998 | Sankt Moritz | Sztafeta K-95/4x5 km | ?               | -      | -         |

### Puchar Świata

#### Miejsca w klasyfikacji generalnej
- sezon 1997/1998: 47.
- sezon 1998/1999: 63.
- sezon 1999/2000: 75.
- sezon 2000/2001: 31.
- sezon 2001/2002: 15.
- sezon 2002/2003: 39.

#### Miejsca na podium chronologicznie
Keskinarkaus nigdy nie stał na podium indywidualnych zawodów Pucharu Świata.

### Puchar Kontynentalny

#### Miejsca w klasyfikacji generalnej
- sezon 1995/1996: 78.
- sezon 1996/1997: 34.
- sezon 1998/1999: 49.
- sezon 1999/2000: 67.
- sezon 2002/2003: -

#### Miejsca na podium chronologicznie
| Nr | Data             | Miejscowość            | Konkurencja            | Wynik zwycięzcy | Pozycja | Strata | Zwycięzca           |
| -- | ---------------- | ---------------------- | ---------------------- | --------------- | ------- | ------ | ------------------- |
| 1. | 11 stycznia 1997 | Garmisch-Partenkirchen | Gundersen K115/15 km   | ?               | 3.      | ?      | Yukiyasu Suzuki     |
| 2. | 17 grudnia 1997  | Vuokatti               | Gundersen K90/15 km    | ?               | 3.      | ?      | Dimitrij Sinicyn    |
| 3. | 20 grudnia 1997  | Vuokatti               | Sprint K90/7,5 km      | ?               | 2.      | ?      | Dimitrij Sinicyn    |
| 4. | 15 grudnia 2000  | Calgary                | Sprint K114/7,5 km     | ?               | 3.      | ?      | Denis Tyszagin      |
| 5. | 16 stycznia 2001 | Val di Fiemme          | Sprint K120/15 km      | ?               | 2.      | ?      | Antti Kuisma        |
| 6. | 15 stycznia 2003 | Harrachov              | Start masowy K90/10 km | ?               | 3.      | ?      | Lars Andreas Østvik |
| 7. | 23 stycznia 2003 | Klingenthal            | Sprint K80/7,5 km      | ?               | 1.      | -      | -                   |

### Letnie Grand Prix

#### Miejsca w klasyfikacji generalnej
- 2002: 24.

#### Miejsca na podium chronologicznie
Keskinarkaus nigdy nie stał na podium indywidualnych zawodów LGP.